# WhatsApp
WhatsApp (oficial WhatsApp Messenger) este un serviciu american de mesagerie instantanee (IM) și VoIP (voice-over-IP) deținut de conglomeratul tehnologic Meta. Acesta permite utilizatorilor să trimită mesaje text, mesaje vocale și mesaje video, să efectueze apeluri vocale și video și să împărtășească imagini, documente, locații ale utilizatorilor și alte conținuturi. Aplicația client a WhatsApp rulează pe dispozitive mobile, dar poate fi accesată și de pe computere. Serviciul necesită un număr de telefon mobil pentru înregistrare. În luna ianuarie a anului 2018, WhatsApp a lansat o aplicație de afaceri independentă numită WhatsApp Business, care poate comunica cu clientul standard WhatsApp.
Serviciul a fost creat de WhatsApp Inc. din Mountain View, California, care a fost achiziționată de Facebook în luna februarie a anului 2014 pentru aproximativ 19,3 miliarde de dolari americani. A devenit cea mai populară aplicație de mesagerie din lume până în 2015, și avea peste 2 miliarde de utilizatori în întreaga lume până în luna februarie a anului 2020, confirmat patru ani mai târziu de 200 de milioane de noi înregistrări pe lună. Până în anul 2016, a devenit principala metodă de comunicare pe internet în regiuni precum Americile, subcontinentul Indian și mari părți din Europa și Africa.

## Istorie

### 2009–2014
WhatsApp a fost fondat în luna februarie a anului 2009 de Brian Acton și Jan Koum, foști angajați ai Yahoo!. Cu o lună înainte, după ce Koum a cumpărat un iPhone, el și Acton au decis să creeze o aplicație pentru App Store. Ideea a început ca o aplicație care să afișeze stări în meniul de contacte al unui telefon, arătând dacă o persoană este la serviciu sau la apel.
Discuțiile lor aveau loc adesea la casa prietenului rus al lui Koum, Alex Fishman, din West San Jose. Ei și-au dat seama că, pentru a duce ideea mai departe, aveau nevoie de un dezvoltator de aplicații pentru iPhone. Fishman a vizitat RentACoder.com, l-a găsit pe dezvoltatorul rus Igor Solomennikov și l-a prezentat lui Koum.
Koum a numit aplicația WhatsApp pentru a suna ca „what's up”. Pe data de 24 februarie 2009, a înregistrat WhatsApp Inc. în California. Cu toate acestea, când versiunile timpurii ale WhatsApp se blau în mod constant, Koum a luat în considerare să renunțe și să caute un nou loc de muncă. Acton l-a încurajat să mai aștepte „câteva luni”.
În iunie 2009, când aplicația fusese descărcată doar de câțiva prieteni vorbitori de rusă ai lui Fishman, Apple a lansat notificări push, permițând utilizatorilor să fie anunțați chiar și atunci când nu foloseau aplicația.
Koum a actualizat WhatsApp astfel încât toți din rețeaua unui utilizator să fie notificați atunci când starea unui utilizator se schimba. Această nouă facilitate, spre surprinderea lui Koum, a fost folosită de utilizatori pentru a se anunța unul pe altul cu „stări personalizate glumețe, cum ar fi 'M-am trezit târziu' sau 'Sunt pe drum'.”
Fishman a spus: „La un moment dat, a devenit un fel de mesagerie instantanee”.
WhatsApp 2.0, lansat pentru iPhone în august 2009, a introdus o componentă de mesagerie proiectată special; numărul de utilizatori activi a crescut brusc la 250.000.
Deși Acton lucra la o altă idee de startup, a decis să se alăture companiei. În octombrie 2009, Acton a convins cinci foști prieteni de la Yahoo! să investească 250.000 de dolari în finanțare inițială, iar Acton a devenit cofondator și a primit o participație. S-a alăturat oficial WhatsApp pe 1 noiembrie. Koum a angajat apoi un prieten din Los Angeles, Chris Peiffer, pentru a dezvolta o versiune pentru BlackBerry, care a apărut două luni mai târziu. Ulterior, WhatsApp pentru Symbian OS a fost adăugat în luna mai a anului 2010, iar pentru Android OS în august 2010. În anul 2010, Google a făcut mai multe oferte de achiziție pentru WhatsApp, care au fost toate refuzate.
Pentru a acoperi costul trimiterii mesajelor de verificare către utilizatori, WhatsApp a fost schimbat de la un serviciu gratuit la unul plătit. În decembrie 2009, a fost adăugată posibilitatea de a trimite fotografii în versiunea pentru iOS. Până la începutul anului 2011, WhatsApp era una dintre cele mai populare 20 de aplicații din App Store-ul Apple din SUA.
În aprilie 2011, Sequoia Capital a investit aproximativ 8 milioane de dolari pentru mai mult de 15% din companie, după luni de negocieri de către partenerul Sequoia, Jim Goetz.
Până în februarie 2013, WhatsApp avea aproximativ 200 de milioane de utilizatori activi și 50 de angajați. Sequoia a investit încă 50 de milioane de dolari, iar WhatsApp a fost evaluat la 1,5 miliarde de dolari. La un moment dat în anul 2013, WhatsApp a achiziționat startup-ul SkyMobius din Santa Clara, dezvoltatorii aplicației Vtok, o aplicație pentru apeluri video și vocale.
Într-un post de blog din decembrie 2013, WhatsApp a susținut că 400 de milioane de utilizatori activi foloseau serviciul în fiecare lună. Anul 2013 s-a încheiat cu cheltuieli de 148 de milioane de dolari, dintre care 138 de milioane de dolari pierderi.

### 2014–2015
Pe data de 19 februarie 2014, la un an după o rundă de finanțare de capital de risc la o evaluare de 1,5 miliarde de dolari, Facebook, Inc. (acum Meta Platforms) a anunțat că achiziționează WhatsApp pentru 19 miliarde de dolari SUA, cea mai mare achiziție de până atunci. La acea vreme, era cea mai mare achiziție a unei companii finanțate de capital de risc din istorie. Sequoia Capital a obținut un randament de aproximativ 5.000% din investiția sa inițială. Facebook, care a fost consiliat de Allen & Co, a plătit 4 miliarde de dolari în numerar, 12 miliarde de dolari în acțiuni Facebook și, consiliat de Morgan Stanley, încă 3 miliarde de dolari în unități de acțiuni restricționate acordate fondatorilor WhatsApp, Koum și Acton. Acțiunile angajaților urmau să fie acordate pe o perioadă de patru ani după încheierea tranzacției. La câteva zile după anunț, utilizatorii WhatsApp au experimentat o întrerupere a serviciului, ceea ce a generat furie pe rețelele sociale.
Achiziția a fost influențată de datele furnizate de Onavo, aplicația de cercetare a Facebook pentru monitorizarea competitorilor și a utilizării trendurilor de activități sociale pe telefoanele mobile, precum și a startup-urilor care se descurcau „neobișnuit de bine”.
Achiziția a determinat mulți utilizatori să încerce sau să treacă la alte servicii de mesagerie. Telegram a susținut că a obținut 8 milioane de utilizatori noi. și Line, 2 milioane.

La o prezentare-cheie la Mobile World Congress din Barcelona în februarie 2014, CEO-ul Facebook, Mark Zuckerberg, a spus că achiziția WhatsApp de către Facebook este strâns legată de viziunea Internet.org. Un articol de pe TechCrunch a descris viziunea lui Zuckerberg astfel:
Ideea, a spus el, este să dezvolte un grup de servicii de bază de internet care ar fi gratuite – „un 911 pentru internet”. Acestea ar putea fi un serviciu de rețele sociale precum Facebook, un serviciu de mesagerie, poate căutare și alte lucruri cum ar fi vremea. Oferirea unui pachet de astfel de servicii gratuit utilizatorilor va funcționa ca un fel de „drog de intrare” – utilizatorii care își permit astăzi servicii de date și telefoane pur și simplu nu văd rostul pentru care ar plăti pentru acele servicii de date. Acest lucru le-ar oferi un context pentru a înțelege de ce sunt importante, iar asta îi va determina să plătească pentru mai multe servicii de acest fel – sau cel puțin aceasta este speranța.
La trei zile după anunțul achiziției de către Facebook, Koum a spus că lucrează la introducerea apelurilor vocale. De asemenea, a spus că noile telefoane mobile vor fi vândute în Germania sub brandul WhatsApp, iar scopul lor final este să fie pe toate smartphone-urile.
În august 2014, WhatsApp era cea mai populară aplicație de mesagerie din lume, cu peste 600 de milioane de utilizatori. Până la începutul lunii ianuarie 2015, WhatsApp avea 700 de milioane de utilizatori lunar și peste 30 de miliarde de mesaje pe zi. În aprilie 2015, Forbes a prezis că între 2012 și 2018, industria telecomunicațiilor va pierde 386 de miliarde de dolari din cauza serviciilor „over-the-top” precum WhatsApp și Skype. În acea lună, WhatsApp avea peste 800 de milioane de utilizatori. Până în septembrie 2015, a crescut la 900 de milioane; iar până în februarie 2016, un miliard.
Pe 30 noiembrie 2015, clientul WhatsApp pentru Android a făcut ca linkurile către serviciul de mesagerie Telegram să nu mai fie accesibile și să nu poată fi copiate. Mai multe surse au confirmat că acest lucru a fost intenționat, nu o eroare, și că a fost implementat atunci când codul sursă Android care recunoștea URL-urile Telegram a fost identificat. (Cuvântul „telegram” a apărut în codul WhatsApp.) Unii au considerat-o o măsură anticoncurențială; WhatsApp nu a oferit nicio explicație.

### 2016–2019
Pe 18 ianuarie 2016, cofondatorul WhatsApp, Jan Koum, a anunțat că aplicația nu va mai percepe utilizatorilor o taxă de abonament anuală de 1 dolar, în încercarea de a elimina o barieră cu care se confruntau utilizatorii fără carduri de plată. El a mai spus că aplicația nu va afișa reclame terțe și că va avea noi funcții, cum ar fi posibilitatea de a comunica cu afaceri.
Pe 18 mai 2017, Comisia Europeană a anunțat că îl amendă pe Facebook cu 110 milioane de euro pentru „furnizarea de informații înșelătoare despre achiziția WhatsApp” în anul 2014. Comisia a spus că, în anul 2014, când Facebook a achiziționat aplicația de mesagerie, „a pretins în mod fals că este imposibil din punct de vedere tehnic să combine automat informațiile utilizatorilor de la Facebook și WhatsApp.” Cu toate acestea, în vara anului 2016, WhatsApp începuse să împărtășească informații despre utilizatori cu compania mamă, permițând utilizarea unor informații precum numerele de telefon pentru reclame țintite pe Facebook. Facebook a recunoscut încălcarea, dar a spus că erorile din declarațiile lor din 2014 nu au fost „intenționate”.
În luna septembrie a anului 2017, cofondatorul WhatsApp, Brian Acton, a părăsit compania pentru a înființa un grup nonprofit, ulterior dezvăluit ca Signal Foundation, care a dezvoltat concurentul WhatsApp, Signal. El și-a explicat motivele pentru plecare într-un interviu cu Forbes un an mai târziu. WhatsApp a anunțat, de asemenea, o platformă de afaceri viitoare pentru a permite companiilor să ofere servicii pentru clienți la scară largă, iar companiile aeriene KLM și Aeroméxico au anunțat participarea lor la testare. Ambele companii aeriene își lansaseră anterior servicii pentru clienți pe platforma Facebook Messenger.
În ianuarie 2018, WhatsApp a lansat WhatsApp Business pentru utilizarea de către întreprinderile mici.
În luna aprilie a anului 2018, cofondatorul și CEO-ul WhatsApp, Jan Koum, a anunțat că va părăsi compania. Prin plecarea înainte de noiembrie 2018, din cauza preocupărilor legate de confidențialitate, publicitate și monetizare de către Facebook, Acton și Koum au renunțat la 1,3 miliarde de dolari în opțiuni de acțiuni neacordate. Facebook a anunțat ulterior că înlocuitorul lui Koum va fi Chris Daniels.
Pe 25 noiembrie 2019, WhatsApp a anunțat o investiție de 250.000 de dolari printr-un parteneriat cu Startup India pentru a oferi 500 de startup-uri credite publicitare Facebook de 500 de dolari fiecare.
În decembrie 2019, WhatsApp a anunțat că o nouă actualizare va bloca orice utilizator Apple care nu a actualizat la iOS 9 sau versiuni superioare și utilizatorii Samsung, Huawei, Sony și Google care nu au actualizat la versiunea 4.0 până pe 1 februarie 2020. Compania a raportat, de asemenea, că sistemele de operare Windows Phone nu vor mai fi acceptate după 31 decembrie 2019. WhatsApp a fost anunțat ca fiind a 3-a cea mai descărcată aplicație pentru telefon mobil a deceniului 2010–2019.

### Din anul 2020
În martie, WhatsApp a colaborat cu Organizația Mondială a Sănătății și UNICEF pentru a oferi linii telefonic de mesagerie pentru ca oamenii să obțină informații despre pandemia de coronavirus 2019–2020. În aceeași lună, WhatsApp a început să testeze o funcție pentru a ajuta utilizatorii să găsească mai multe informații și context despre informațiile pe care le primesc, pentru a combate dezinformarea.
În ianuarie 2021, WhatsApp a anunțat o nouă politică de confidențialitate controversată, care permite WhatsApp să împărtășească date cu compania mamă, Facebook; utilizatorii care nu acceptau până pe 8 februarie 2021 își pierdeau accesul la aplicație. Acest lucru a determinat mulți utilizatori să părăsească WhatsApp și să treacă la alte servicii, cum ar fi Signal și Telegram. Cu toate acestea, Facebook a spus că politica WhatsApp nu se va aplica în UE, deoarece încalcă principiile GDPR. În fața criticilor, WhatsApp a amânat actualizarea până pe 15 mai 2021, dar a spus că nu au planuri să limiteze funcționalitatea utilizatorilor și nici să îi deranjeze pe cei care nu aprobă noii termeni.
Pe data de 4 octombrie 2021, Facebook a avut cea mai mare întrerupere din 2008, care a afectat și alte platforme deținute de Facebook, cum ar fi Instagram și WhatsApp.
În luna august a anului 2022, WhatsApp a lansat o integrare cu JioMart, disponibilă doar pentru utilizatorii din India. Utilizatorii locali pot trimite mesaje către numere speciale în aplicație pentru a iniția un proces de cumpărături în aplicație, unde pot comanda alimente.
În anul 2022, WhatsApp a adăugat posibilitatea ca utilizatorii să își dezactiveze starea online.
În martie 2024, Meta a anunțat că WhatsApp va permite serviciilor de mesagerie terțe să activeze interoperabilitatea cu WhatsApp, o cerință a Legii piețelor digitale (DMA) a UE. Acest lucru permite utilizatorilor să trimită mesaje între alte aplicații de mesagerie și WhatsApp, menținând în același timp criptarea end-to-end.

## Caracteristici
În noiembrie 2010, o serie de îmbunătățiri pentru versiunea iOS a WhatsApp au fost lansate: inclusiv posibilitatea de a căuta mesaje în istoricul conversațiilor, de a tăia videoclipurile lungi la o dimensiune care poate fi trimisă, de a anula mesajele media în timp ce se încarcă sau descarcă și de a previzualiza fotografiile înainte de a le trimite.
În martie 2012, WhatsApp a îmbunătățit funcția de partajare a locației, permițând utilizatorilor să împărtășească nu doar locația lor, ci și locația locurilor, cum ar fi restaurante sau hoteluri.
În august 2013, WhatsApp a adăugat mesaje vocale în aplicațiile sale, oferind utilizatorilor o modalitate de a trimite înregistrări audio scurte direct în conversațiile lor.
În ianuarie 2015, WhatsApp a lansat un client web care permitea utilizatorilor să scaneze un cod QR cu aplicația lor mobilă, reflectând conversațiile lor în browser. Clientul web nu era independent și necesita ca telefonul utilizatorului să rămână pornit și conectat la internet. De asemenea, nu era disponibil pentru utilizatorii iOS la lansare, din cauza limitărilor impuse de Apple.
Apeluri vocale între două conturi au fost adăugate în aplicație în martie și aprilie 2015. Până în iunie 2016, blogul companiei a raportat că peste 100 de milioane de apeluri vocale pe zi erau efectuate pe WhatsApp.
Pe 10 noiembrie 2016, WhatsApp a lansat o versiune beta a autentificării cu doi factori pentru utilizatorii Android, care le permitea să folosească adresele de e-mail pentru o protecție suplimentară. Tot în noiembrie 2016, Facebook a încetat să mai colecteze date WhatsApp pentru publicitate în Europa. Mai târziu în aceeași lună, apeluri video între două conturi au fost introduse.
Pe 24 februarie 2017, (a 8-a aniversare a WhatsApp), WhatsApp a lansat o nouă funcție Status similară cu Snapchat și poveștile de pe Facebook.
În iulie 2017, WhatsApp a adăugat suport pentru încărcarea fișierelor de toate tipurile, cu o limită de 100 MB. Anterior, între martie 2016 și mai 2017, erau permise doar tipuri limitate de fișiere categorisite ca imagini (JPG, PNG, GIF), videoclipuri (MP4, AVI) și documente (CSV, DOC/DOCX, PDF, PPT/PPTX, RTF, TXT, XLS/XLSX).
Mai târziu, în septembrie 2018, WhatsApp a introdus funcții de apeluri audio și video în grup. În octombrie, opțiunea „Glisează pentru a răspunde” a fost adăugată în versiunea beta pentru Android, la 16 luni după ce a fost introdusă pentru iOS.
Pe 25 octombrie 2018, WhatsApp a anunțat suport pentru Stickeri. Dar, spre deosebire de alte platforme, WhatsApp necesită aplicații terțe pentru a adăuga Stickeri în WhatsApp.
În octombrie 2019, WhatsApp a lansat oficial o nouă funcție de blocare a aplicației prin amprentă pentru utilizatorii Android.
La începutul anului 2020, WhatsApp a lansat „modul întunecat” pentru dispozitivele iPhone și Android – un nou design constând dintr-o paletă mai închisă.
În octombrie 2020, WhatsApp a lansat o funcție care permite utilizatorilor să dezactiveze sonorul atât pentru persoane individuale, cât și pentru conversațiile de grup pentru totdeauna. Opțiunile de dezactivare a sonorului sunt „8 ore”, „1 săptămână” și „Întotdeauna”. Opțiunea „Întotdeauna” a înlocuit opțiunea „1 an” care făcea inițial parte din setări.
În martie 2021, WhatsApp a început să lanseze suport pentru stickere animate terțe, inițial în Iran, Brazilia și Indonezia, apoi la nivel mondial.
În iulie 2021, WhatsApp a anunțat suportul viitor pentru trimiterea imaginilor și videoclipurilor necomprimate în 3 opțiuni: Auto, Cea mai bună calitate și Economisire de date, și criptarea end-to-end pentru backup-urile stocate în cloud-ul Facebook. Compania testa, de asemenea, suportul pentru mai multe dispozitive, permițând utilizatorilor de pe computer să ruleze WhatsApp fără o sesiune activă pe telefon.
În august 2021, WhatsApp a lansat o funcție care permite transferul istoricului conversațiilor între sisteme de operare mobile. Aceasta a fost implementată doar pe telefoanele Samsung, cu planuri de a se extinde la Android și iOS „în curând”.
WhatsApp are facilitatea de a ascunde starea online a utilizatorilor („Ultima vizualizare”). În decembrie 2021, WhatsApp a schimbat setarea implicită de la „toată lumea” la doar persoanele din contactele utilizatorului sau cu care s-a conversat („nimeni” este, de asemenea, o opțiune).
În aprilie 2022, WhatsApp a anunțat planuri nedatate pentru a lansa o funcție Comunități care permite mai multor conversații de grup să existe într-un spațiu comun, primind notificări unificate și deschizând grupuri de discuții mai mici. Compania a anunțat, de asemenea, planuri de a implementa reacții, capacitatea administratorilor de a șterge mesaje în grupuri și apeluri vocale cu până la 32 de participanți.
În mai 2022, limita de încărcare a fișierelor a fost crescută de la 100 MB la 2 GB, iar dimensiunea maximă a grupului a crescut la 512 membri.
În aprilie 2023, aplicația a lansat o funcție care permite accesul la cont pe mai multe telefoane, într-o schimbare care o face mai asemănătoare cu competitorii. Mesajele vor rămâne criptate end-to-end. WhatsApp a lansat oficial modul Companion pentru utilizatorii Android, permițându-vă să conectați până la cinci telefoane Android la un singur cont. Acum, funcția este disponibilă și pentru utilizatorii iOS, permițându-le să conecteze până la patru iPhone-uri.
În mai 2023, WhatsApp a permis utilizatorilor să editeze mesaje, aliniindu-se cu competitorii precum Telegram și Signal, care oferau deja această funcție. Conform companiei, mesajele puteau fi editate într-un interval de 15 minute după trimitere. Mesajele editate erau marcate ca „editate” pentru a informa destinatarii că conținutul a fost modificat. WhatsApp a lansat o funcție numită „Actualizări de stare vocale”, care permite utilizatorilor să înregistreze note vocale și să le partajeze ca stare în aplicație.
În iunie 2023, a fost lansată o funcție numită Canale WhatsApp care permite creatorilor de conținut, personalităților publice și organizațiilor să trimită difuzări asemănătoare buletinelor informative către un număr mare de utilizatori. Spre deosebire de mesajele din grupuri sau conversații private, canalele nu sunt criptate end-to-end. Canalele au fost inițial disponibile doar pentru utilizatorii din Columbia și Singapore, apoi ulterior Egipt, Chile, Malaezia, Maroc, Ucraina, Kenya și Peru înainte de a deveni disponibile pe scară largă în septembrie 2023.
În iulie 2023, mesajele video au fost adăugate în WhatsApp. Similar cu mesajele vocale, această funcție permite utilizatorilor să înregistreze și să trimită videoclipuri scurte direct într-o conversație. Acest lucru permite utilizatorilor să partajeze videoclipuri cu ei înșiși mai rapid și fără a adăuga nimic în galeria dispozitivului lor. În prezent, mesajele video sunt limitate la 60 de secunde.
În octombrie 2023, suportul pentru conectarea la mai multe conturi a fost adăugat, permițând utilizatorilor să comute între diferite conturi WhatsApp în aceeași aplicație. Au introdus, de asemenea, suport pentru chei de acces, unde un utilizator poate verifica conectarea cu biometria dispozitivului, în loc de SMS. Opțiunile de formatare a textului, cum ar fi blocurile de cod, blocurile de citate și listele cu puncte, au devenit disponibile pentru prima dată.
În noiembrie 2023, WhatsApp a adăugat o funcție „chat vocal” pentru grupuri cu mai mult de 32 de membri. Spre deosebire de apelurile de grup de 32 de persoane, lansarea unui chat vocal nu îi sună direct pe toți membrii grupului; aceștia primesc în schimb o notificare pentru a se alătura chat-ului vocal. WhatsApp a început, de asemenea, să lanseze suport pentru trimiterea codurilor de conectare la o adresă de e-mail asociată, în loc de SMS. Într-o actualizare ulterioară pe 30 noiembrie, WhatsApp a adăugat o funcție Cod Secret, care permite celor care folosesc conversații blocate să introducă o parolă unică care ascunde acele conversații din vedere la deblocarea aplicației.
În decembrie 2023, funcția „Vizualizare unică” a WhatsApp s-a extins pentru a include mesaje vocale. Mesajele vocale trimise în acest fel sunt șterse după ce destinatarul le ascultă pentru prima dată.
În aprilie 2024, un „Asistent inteligent” alimentat de IA a devenit disponibil pe scară largă în WhatsApp, permițând utilizatorilor să îi pună întrebări sau să îi solicite să îndeplinească sarcini precum generarea de imagini. Asistentul se bazează pe modelul LLaMa 3 și este disponibil și pe alte platforme Meta, cum ar fi Facebook și Instagram. WhatsApp a introdus, de asemenea, filtre de conversații, permițând utilizatorilor să își sorteze conversațiile după „Toate”, „Necitite” sau „Grupuri”.
În iunie 2024, au fost aduse îmbunătățiri la apelurile vocale și video, permițând până la 32 de participanți în apelurile video, adăugând audio la partajarea ecranului și introducând un nou codec pentru a crește fiabilitatea apelurilor.
În septembrie 2024, WhatsApp a extins suportul pentru Meta AI, permițând utilizatorilor să trimită text și fotografii către Meta AI pentru a pune întrebări, identifica obiecte, traduce text sau edita imagini.
În octombrie 2024, WhatsApp a extins funcția de filtrare a conversațiilor, adăugând capacitatea de a crea liste personalizate care conțin conversații specifice alese de utilizatori.
În noiembrie 2024, a fost adăugată capacitatea de a transcrie mesaje vocale, permițând utilizatorilor să citească ce s-a spus într-un mesaj vocal, în loc să asculte audio-ul.
În decembrie 2024, WhatsApp a introdus mai multe noi funcții pentru apelurile video, inclusiv capacitatea de a selecta participanți specifici dintr-un grup pentru a face un apel, în loc să sune toți membrii grupului. Au devenit disponibile, de asemenea, efecte vizuale, adăugând filtre vizuale la fluxul video al unui utilizator.
În decembrie 2024, WhatsApp a introdus o funcție de căutare inversă a imaginilor, permițând utilizatorilor să verifice autenticitatea imaginilor direct în aplicație folosind Google Search

## Suport pentru platforme

### Istoria platformelor
După luni în stadiul beta, prima versiune oficială a WhatsApp pentru iOS a fost lansată în noiembrie 2009. În ianuarie 2010, a fost adăugat suport pentru smartphone-urile BlackBerry; ulterior, pentru Symbian OS în mai 2010 și pentru Android OS în august 2010. În august 2011, a fost adăugată o versiune beta pentru sistemul de operare non-smartphone Series 40 al Nokia. O lună mai târziu, a fost adăugat suport pentru Windows Phone, urmat de BlackBerry 10 în martie 2013. În aprilie 2015, a fost adăugat suport pentru sistemul de operare Tizen al Samsung. Cel mai vechi dispozitiv capabil să ruleze WhatsApp a fost Nokia N95 bazat pe Symbian, lansat în martie 2007, dar suportul a fost ulterior întrerupt.
În august 2014, WhatsApp a lansat o actualizare, adăugând suport pentru ceasurile inteligente Android Wear.
Pe data de 21 ianuarie 2015, WhatsApp a lansat WhatsApp Web, un client web bazat pe browser care putea fi folosit prin sincronizarea cu conexiunea unui dispozitiv mobil.
Pe data de 26 februarie 2016, WhatsApp a anunțat că va înceta suportul pentru BlackBerry (inclusiv BlackBerry 10), Nokia Series 40 și Symbian S60, precum și pentru versiunile mai vechi ale Android (2.2), Windows Phone (7.0) și iOS (6), până la sfârșitul anului 2016. Suportul pentru BlackBerry, Nokia Series 40 și Symbian a fost apoi prelungit până pe 30 iunie 2017. În iunie 2017, suportul pentru BlackBerry și Series 40 a fost prelungit din nou până la sfârșitul anului 2017, în timp ce Symbian a fost abandonat.
Suportul pentru BlackBerry și versiunile mai vechi ale Windows Phone (8.0) și iOS (6) a fost întrerupt pe 1 ianuarie 2018, dar a fost prelungit până în decembrie 2018 pentru Nokia Series 40. În iulie 2018, a fost anunțat că WhatsApp va fi în curând disponibil pentru telefoanele cu sistemul de operare KaiOS.

### Android și iPhone
Principalele platforme ale WhatsApp, care sunt pe deplin acceptate, sunt dispozitivele mobile care rulează Android și iPhone-uri.

### WhatsApp Web
WhatsApp a fost lansat oficial pentru PC-uri printr-un client web, sub numele de WhatsApp Web, la sfârșitul lunii ianuarie 2015, printr-un anunț făcut de Koum pe pagina sa de Facebook: „Clientul nostru web este pur și simplu o extensie a telefonului tău: browserul web reflectă conversațiile și mesajele de pe dispozitivul tău mobil—acest lucru înseamnă că toate mesajele tale rămân pe telefon”. Începând cu 21 ianuarie 2015, versiunea pentru desktop era disponibilă doar pentru utilizatorii de Android, BlackBerry și Windows Phone. Mai târziu, a adăugat suport și pentru iOS, Nokia Series 40 și Nokia S60 (Symbian). Anterior, dispozitivul mobil al utilizatorului WhatsApp trebuia să fie conectat la internet pentru ca aplicația browser să funcționeze, dar începând cu o actualizare din octombrie 2021, acest lucru nu mai este necesar. Toate browserele desktop majore sunt acceptate, cu excepția Internet Explorer. Interfața WhatsApp Web este bazată pe cea implicită de Android și poate fi accesată prin web.whatsapp.com. Accesul este acordat după ce utilizatorii scanează codul QR personal prin aplicația WhatsApp de pe dispozitivul mobil.
Există soluții similare pentru macOS, cum ar fi aplicația open-source ChitChat, anterior cunoscută sub numele de WhatsMac.
În ianuarie 2021, versiunea beta limitată pentru Android a permis utilizatorilor să folosească WhatsApp Web fără a fi nevoie să mențină aplicația mobilă conectată la internet. În martie 2021, această funcție beta a fost extinsă și pentru utilizatorii de iOS. Cu toate acestea, dispozitivele conectate (folosind WhatsApp Web, WhatsApp Desktop sau Facebook Portal) se vor deconecta dacă utilizatorii nu își folosesc telefonul timp de peste 14 zile. Versiunea beta multi-dispozitiv poate afișa doar mesajele din ultimele trei luni pe versiunea web, lucru care nu era cazul fără beta, deoarece versiunea web se sincroniza cu telefonul. Începând cu aprilie 2022, versiunea beta multi-dispozitiv este integrată implicit în WhatsApp, iar utilizatorii nu mai pot verifica mesajele vechi pe versiunea web.

### Windows și Mac
Pe 10 mai 2016, serviciul de mesagerie a fost introdus atât pentru sistemele de operare Microsoft Windows, cât și pentru macOS. Suportul pentru apeluri video și vocale de pe clienții desktop a fost adăugat ulterior. Similar cu formatul WhatsApp Web, aplicația, care se sincronizează cu dispozitivul mobil al utilizatorului, este disponibilă pentru descărcare pe site-ul oficial. A acceptat sistemele de operare Windows 8 și OS X 10.10 și versiuni superioare.
În 2023, WhatsApp a înlocuit aplicațiile bazate pe Electron cu versiuni native pentru platformele respective. Versiunea pentru Windows este bazată pe UWP, iar versiunea pentru Mac este un port al versiunii pentru iOS, folosind tehnologia Catalyst.

### Ceasuri inteligente
WhatsApp a adăugat suport pentru Android Wear (acum numit Wear OS) în 2014.

### Lipsa suportului pentru iPad
La data de 2023, WhatsApp nu are un client oficial pentru iPad. Deși majoritatea aplicațiilor pentru iPhone pot rula pe iPad într-o fereastră de dimensiunea unui iPhone, WhatsApp a fost una dintre foarte puținele aplicații complet indisponibile pe iPad din cauza restricției de „telefonie”. Într-un interviu din anul 2022 pentru The Verge, șeful WhatsApp, Will Cathcart, a recunoscut că „[o]amenii au dorit o aplicație pentru iPad de mult timp” și a spus că echipa „ar dori să facă asta”. În septembrie 2023, a fost lansată o versiune beta a WhatsApp pentru iPad. Nu a fost anunțată încă o dată oficială pentru lansare.
Utilizatorii de iPad care caută WhatsApp sunt direcționați către numeroși clienți de la terți. Mai multe dintre rezultatele de top au nume și logo-uri asemănătoare cu WhatsApp, iar unii utilizatori nu realizează că folosesc un client de la terți. Conform politicii WhatsApp, utilizarea clienților de la terți poate duce la interzicerea permanentă a contului.

## Tehnic
WhatsApp folosește o versiune personalizată a standardului deschis Protocolul Extensibil de Mesagerie și Prezență (XMPP). Un document din 2019 al Departamentului de Justiție al SUA confirmă, prin citate, că „FunXMPP” este protocolul folosit de WhatsApp, legat de un litigiu privind malware-ul Pegasus, împotriva firmei NSO. La instalare, creează un cont de utilizator folosind numărul de telefon al utilizatorului ca nume de utilizator (Jabber ID: [număr de telefon]@s.whatsapp.net).
Software-ul WhatsApp compară automat toate numerele de telefon din agenda dispozitivului cu baza sa de date centrală de utilizatori WhatsApp pentru a adăuga automat contactele în lista de contacte WhatsApp a utilizatorului. Anterior, versiunile pentru Android și Nokia Series 40 foloseau o versiune inversată și hash-uită MD5 a IMEI-ului telefonului ca parolă, în timp ce versiunea pentru iOS folosea adresa MAC Wi-Fi a telefonului în loc de IMEI. O actualizare din 2012 a introdus generarea unei parole aleatorii pe partea de server. Alternativ, un utilizator poate trimite un mesaj oricărui contact din baza de date WhatsApp prin URL-ul https://api.whatsapp.com/send/?phone=[număr de telefon], unde [număr de telefon] este numărul de telefon al contactului, inclusiv codul de țară.
Unele dispozitive care folosesc dual SIM pot să nu fie compatibile cu WhatsApp, deși există soluții neoficiale pentru a instala aplicația.
În februarie 2015, WhatsApp a implementat funcția de apeluri vocale, care a ajutat aplicația să atragă un alt segment al populației de utilizatori. Codecul vocal al WhatsApp este Opus, care folosește algoritmii de compresie audio transformata cosinus discretă modificată (MDCT) și codificare predictivă liniară (LPC). WhatsApp folosește Opus la rate de eșantionare de 8–16 kHz. Pe 14 noiembrie 2016, WhatsApp a introdus apelurile video pentru utilizatorii de dispozitive Android, iPhone și Windows Phone.
În noiembrie 2017, WhatsApp a implementat o funcție care permite utilizatorilor să șteargă mesajele trimise din greșeală în interval de șapte minute.
Mesajele multimedia sunt trimise prin încărcarea imaginii, audio-ului sau videoclipului pe un server HTTP și apoi trimiterea unui link către conținut împreună cu o miniatură codificată în Base64, dacă este cazul.
WhatsApp folosește un mecanism de „stocare și redirecționare” pentru schimbul de mesaje între doi utilizatori. Când un utilizator trimite un mesaj, acesta este stocat pe un server WhatsApp, care încearcă să îl trimită către destinatar și solicită în mod repetat confirmarea primirii. Când mesajul este confirmat, serverul îl șterge; dacă nu este livrat după 30 de zile, este de asemenea șters.

### Criptare end-to-end
Pe 18 noiembrie 2014, Open Whisper Systems a anunțat un parteneriat cu WhatsApp pentru a oferi criptare end-to-end prin integrarea protocolului de criptare folosit în Signal în fiecare platformă client WhatsApp. Open Whisper Systems a declarat că au integrat deja protocolul în cel mai recent client WhatsApp pentru Android și că suportul pentru alte platforme, mesaje de grup/media și verificarea cheilor va fi adăugat în curând. WhatsApp a confirmat parteneriatul pentru reporteri, dar nu a existat niciun anunț sau documentație despre funcția de criptare pe site-ul oficial, iar solicitările ulterioare de comentarii au fost refuzate. În aprilie 2015, revista germană Heise security a folosit ARP spoofing pentru a confirma că protocolul a fost implementat pentru mesajele Android-to-Android, iar mesajele WhatsApp de la sau către iPhone-uri care rulează iOS nu erau încă criptate end-to-end. Ei și-au exprimat îngrijorarea că utilizatorii obișnuiți de WhatsApp nu puteau încă face distincția între mesajele criptate end-to-end și mesajele obișnuite.
Pe 5 aprilie 2016, WhatsApp și Open Whisper Systems au anunțat că au finalizat adăugarea criptării end-to-end la „fiecare formă de comunicare” pe WhatsApp și că utilizatorii pot acum verifica cheile unii altora. Utilizatorilor li s-a oferit, de asemenea, opțiunea de a activa un mecanism de trust on first use pentru a fi notificați dacă cheia unui corespondent se schimbă. Conform unui white paper lansat împreună cu anunțul, mesajele WhatsApp sunt criptate cu Signal Protocol. Apelurile WhatsApp sunt criptate cu SRTP, iar toate comunicațiile client-server sunt „stratificate într-un canal separat criptat”.
Pe 14 octombrie 2021, WhatsApp a lansat criptarea end-to-end pentru copiile de rezervă pe Android și iOS. Funcția trebuie activată de utilizator și oferă opțiunea de a cripta copia de rezervă fie cu o parolă, fie cu o cheie de criptare de 64 de cifre.
Aplicația poate stoca copii criptate ale mesajelor de chat pe cardul SD, dar mesajele de chat sunt de asemenea stocate necriptate în fișierul de bază de date SQLite „msgstore.db”.

### WhatsApp Payments
WhatsApp Payments (comercializat sub numele de WhatsApp Pay) este o funcție de transfer de bani peer-to-peer. Serviciul a devenit disponibil pe scară largă în India și Brazilia, iar în Singapore doar pentru tranzacțiile WhatsApp Business.

#### India
În iulie 2017, WhatsApp a primit permisiunea de la National Payments Corporation of India (NPCI) să încheie parteneriate cu mai multe bănci indiene, pentru tranzacții prin intermediul Unified Payments Interface (UPI), care se bazează pe numerele de telefon pentru a efectua transferuri între conturi. În noiembrie 2020, plățile UPI prin WhatsApp au fost inițial limitate la 20 de milioane de utilizatori, și la 100 de milioane de utilizatori în aprilie 2022, devenind disponibil pentru toată lumea în august 2022.

### Proiectul de criptomonedă Facebook/WhatsApp, anii 2019–2022
Pe 28 februarie 2019, The New York Times a raportat că Facebook „speră să reușească acolo unde Bitcoin a eșuat” prin dezvoltarea unei criptomonede interne care urma să fie integrată în WhatsApp. Proiectul implica, conform rapoartelor, peste 50 de ingineri sub conducerea fostului președinte al PayPal, David A. Marcus. Această „monedă Facebook” ar fi fost, potrivit surselor, o stablecoin legată de valoarea unui coș de monede străine.
În iunie 2019, Facebook a anunțat că proiectul se va numi Libra și că un portofel digital numit „Calibra” va fi integrat în Facebook și WhatsApp. După ce autoritățile de reglementare financiară din mai multe regiuni au exprimat îngrijorări, Facebook a declarat că moneda, redenumită Diem din decembrie 2020, va necesita o carte de identitate emisă de guvern pentru verificare, iar aplicația portofel va avea protecție împotriva fraudelor. Calibra a fost rebranduită ca Novi în mai 2020.
Meta (fostul Facebook) a încheiat proiectul Novi pe 1 septembrie 2022.

## Controverse și critici

### Dezinformare
WhatsApp a impus în mod repetat limite pe trimiterea mesajelor în lanț ca răspuns la răspândirea dezinformării în țări precum India și Australia. Această măsură, introdusă pentru prima dată în 2018 pentru a combate spam-ul, a fost extinsă și a rămas activă în 2021. WhatsApp a declarat că limitele de trimitere au contribuit la reducerea răspândirii dezinformării legate de COVID-19.

#### Crimele din India
În India, WhatsApp a încurajat oamenii să raporteze mesaje frauduloase sau care incită la violență, după ce o serie de linsaj au ucis persoane nevinovate din cauza mesajelor malitioase pe WhatsApp care îi acuzau fals pe victime că ar fi intenționat să răpească copii. Au existat o serie de incidente între 2017 și 2020, după care WhatsApp a anunțat modificări pentru utilizatorii indieni ai platformei, care etichetează mesajele în lanț ca fiind astfel.

#### Alegerile din 2018 din Brazilia
Într-o investigație privind utilizarea rețelelor sociale în politică, s-a descoperit că WhatsApp a fost abuzat pentru răspândirea de știri false în cadrul alegerilor prezidențiale din Brazilia din 2018. S-a raportat că 3 milioane de dolari americani au fost cheltuiți pentru contribuții ilegale și ascunse legate de această practică.
Cercetătorii și jurnaliștii au cerut companiei mamă a WhatsApp, Facebook, să adopte măsuri similare cu cele implementate în India și să limiteze răspândirea de știri false.

### Securitate și confidențialitate
WhatsApp a fost inițial criticat pentru lipsa de criptare, trimițând informații sub formă de text clar. Criptarea a fost adăugată pentru prima dată în mai 2012. Criptarea end-to-end a fost implementată complet abia în luna aprilie a anului 2016, după un proces de doi ani. La data de septembrie 2021, se știe că WhatsApp folosește intens contractori externi și sisteme de inteligență artificială pentru a examina anumite mesaje, imagini și videoclipuri ale utilizatorilor (cele care au fost semnalate de utilizatori ca fiind potențial abuzive); și transmite autorităților de aplicare a legii metadate, inclusiv informații critice despre cont și locație.
În 2016, WhatsApp a fost lăudat pe scară largă pentru adăugarea criptării end-to-end și a obținut 6 din 7 puncte pe „Fișa de scor pentru mesagerie securizată” a Electronic Frontier Foundation. WhatsApp a fost criticat de cercetătorii în securitate și de Electronic Frontier Foundation pentru utilizarea unor copii de rezervă care nu sunt acoperite de criptarea end-to-end, permițând accesul la mesaje de către terți.
În mai 2019, a fost descoperită și remediată o vulnerabilitate de securitate în WhatsApp care permitea unei persoane de la distanță să instaleze software de spionaj prin efectuarea unui apel care nu trebuia să fie răspuns.
În septembrie 2019, WhatsApp a fost criticat pentru implementarea funcției „șterge pentru toți”. Utilizatorii iOS pot alege să salveze media automat în galeria foto. Când un utilizator șterge media pentru toți, WhatsApp nu șterge imaginile salvate în galeria foto iOS, astfel încât acei utilizatori pot păstra imaginile. WhatsApp a emis un comunicat spunând că „funcția funcționează corect” și că imaginile stocate în galeria foto nu pot fi șterse din cauza straturilor de securitate Apple.
În noiembrie 2019, WhatsApp a lansat o nouă funcție de confidențialitate care permite utilizatorilor să decidă cine îi poate adăuga în grupuri.
În decembrie 2019, WhatsApp a confirmat o vulnerabilitate de securitate care permitea hackerilor să folosească un fișier GIF malitios pentru a accesa datele destinatarului. Când destinatarul deschidea galeria în WhatsApp, chiar dacă nu trimitea imaginea malitioasă, hack-ul era declanșat, iar dispozitivul și conținutul acestuia deveneau vulnerabile. Vulnerabilitatea a fost rezolvată, iar utilizatorii au fost încurajați să actualizeze WhatsApp.
Pe 17 decembrie 2019, WhatsApp a rezolvat o vulnerabilitate de securitate care permitea atacatorilor cibernetici să blocheze în mod repetat aplicația de mesagerie pentru toți membrii unui chat de grup, care putea fi rezolvată doar prin dezinstalarea și reinstalarea completă a aplicației. Bug-ul a fost descoperit de Check Point în august 2019 și raportat la WhatsApp. A fost rezolvat în versiunea 2.19.246 și ulterioare.
Din motive de securitate, începând cu 1 februarie 2020, WhatsApp nu mai este disponibil pe smartphone-uri care folosesc sisteme de operare vechi, cum ar fi Android 2.3.7 sau mai vechi și iPhone iOS 8 sau mai vechi, care nu mai sunt actualizate de furnizorii lor.
În aprilie 2020, NSO Group și-a făcut clienții guvernamentali responsabili pentru acuzațiile de abuzuri ale drepturilor omului aduse de WhatsApp. În documentele primite de la instanță, grupul a susținut că procesul intentat de WhatsApp împotriva companiei amenința să încalce „preocupările de securitate națională și politică externă” ale clienților săi. Cu toate acestea, compania nu a dezvăluit numele utilizatorilor finali, care, conform unui studiu al Citizen Lab, includ Arabia Saudită, Bahrain, Kazahstan, Maroc, Mexic și Emiratele Arabe Unite.
Pe 16 decembrie 2020, o afirmație conform căreia WhatsApp a oferit Google acces la mesaje private a fost inclusă în cazul antitrust împotriva acestuia. Deoarece plângerea a fost puternic redactată din cauza faptului că este un caz în desfășurare, nu s-a dezvăluit dacă aceasta presupune manipularea criptării end-to-end a aplicației sau accesul Google la copiile de rezervă ale utilizatorilor.
În ianuarie 2021, WhatsApp a anunțat o actualizare a Politicii de Confidențialitate, care prevedea că WhatsApp va împărtăși datele utilizatorilor cu Facebook și „familia sa de companii” începând cu februarie 2021. Anterior, utilizatorii puteau opta pentru a nu împărtăși astfel de date, dar noua politică a eliminat această opțiune. Noua Politică de Confidențialitate nu se aplica în UE, deoarece este ilegală conform GDPR. Facebook și WhatsApp au fost criticate pe scară largă pentru această mișcare. Aplicarea politicii de confidențialitate a fost amânată de la 8 februarie la 15 mai 2021, WhatsApp a anunțat că nu are planuri să limiteze funcționalitatea aplicației pentru cei care nu aprobă noile termene.
Pe 15 octombrie 2021, WhatsApp a anunțat că va începe să ofere un serviciu de criptare end-to-end pentru copiile de rezervă ale conversațiilor, ceea ce înseamnă că nici o terță parte (inclusiv WhatsApp și furnizorul de stocare în cloud) nu va avea acces la informațiile unui utilizator. Această nouă funcție de criptare a adăugat un strat suplimentar de protecție pentru copiile de rezervă stocate fie pe Apple iCloud, fie pe Google Drive.
Pe 29 noiembrie 2021, un document FBI a fost descoperit de Rolling Stone, dezvăluind că WhatsApp răspunde la mandate și subpoene de la forțele de ordine în câteva minute, furnizând metadatele utilizatorilor autorităților. Metadatele includ informațiile de contact ale utilizatorului și agenda de contacte.
În ianuarie 2022, o cerere de supraveghere dezvăluită a arătat că WhatsApp a început să urmărească șapte utilizatori din China și Macao în noiembrie 2021, la cererea investigaților din cadrul DEA din SUA. Aplicația a colectat date despre persoanele cu care au intrat în contact utilizatorii și cât de des, precum și când și cum au folosit aplicația. Se pare că acest lucru nu este un caz izolat, deoarece agențiile federale pot folosi Legea privind confidențialitatea comunicațiilor electronice pentru a urmări utilizatorii în mod secret fără a prezenta vreo cauză probabilă sau fără a lega numărul unui utilizator de identitatea acestuia.
La începutul anului 2022, s-a dezvăluit că startup-ul Boldend, cu sediul în San Diego, a dezvoltat instrumente pentru a sparge criptarea WhatsApp, obținând acces la datele utilizatorilor, la un moment dat de la înființarea companiei în 2017. Vulnerabilitatea a fost rezolvată în ianuarie 2021. Boldend este finanțat, în parte, de Peter Thiel, un investitor notabil în Facebook.
În septembrie 2022, a fost raportată o problemă de securitate critică în funcția de apel video WhatsApp pentru Android. Un bug de tip „integer overflow” permitea unui utilizator malitios să preia controlul complet asupra aplicației victimei odată ce un apel video între doi utilizatori WhatsApp era stabilit. Problema a fost rezolvată în aceeași zi în care a fost raportată oficial.
În 2025, WhatsApp a alertat 90 de jurnaliști și alți membri ai societății civile că au fost ținte ale unui software de spionaj folosit de compania israeliană de tehnologie Paragon Solutions.

#### Instituții din Marea Britanie
La data de 2023, WhatsApp este utilizat pe scară largă de instituțiile guvernamentale din Marea Britanie, deși această utilizare este considerată problematică, deoarece îngreunează accesul publicului, inclusiv al jurnaliștilor, la înregistrările guvernamentale atunci când fac cereri de acces la informații de interes public.
Comisarul pentru informații a declarat că utilizarea WhatsApp prezintă riscuri pentru transparență, deoarece membrii Parlamentului, miniștrii guvernamentali și oficialii care doresc să evite controlul public ar putea folosi WhatsApp în ciuda existenței canalelor oficiale. Activiștii pentru transparență au contestat această practică în instanță.
În mod notabil, în timpul pandemiei de COVID-19, guvernul britanic a folosit în mod obișnuit WhatsApp pentru a lua decizii privind gestionarea crizei, inclusiv pe dispozitive personale și nu pe cele furnizate de guvern. Când ancheta oficială privind pandemia a început să caute dovezi în mai 2023, aceasta a creat probleme în ceea ce privește capacitatea sa de a aduna materialele solicitate. Un dispozitiv personal al fostului prim-ministru, Boris Johnson, fusese compromis de o breșă de securitate, și s-a susținut că nu poate fi pornit pentru a recupera mesajele. În plus, Biroul Cabinetului susținea că, deoarece multe mesaje nu erau relevante pentru anchetă, trebuia să predea doar materialele pe care le selectase ca fiind relevante. Înalta Curte, într-o revizuire judiciară solicitată de Biroul Cabinetului, a decis că toate documentele solicitate de anchetă trebuie predate fără redactare.
În 2018, s-a raportat că aproximativ 500.000 de angajați ai Serviciului Național de Sănătate (NHS) foloseau WhatsApp și alte sisteme de mesagerie instantanee la locul de muncă, iar aproximativ 29.000 fuseseră supuși acțiunilor disciplinare pentru aceasta. O utilizare mai mare a fost raportată de personalul medical de primă linie pentru a ține pasul cu nevoile de îngrijire, chiar dacă politicile NHS nu permit utilizarea acestora.

#### Versiuni modificate și false
În martie 2019, WhatsApp a lansat un ghid pentru utilizatorii care au instalat versiuni neoficiale modificate ale WhatsApp și a avertizat că îi poate exclude pe cei care folosesc clienți neoficiali.

#### Scandalul de spionaj WhatsApp
În mai 2019, WhatsApp a fost atacat de hackeri care au instalat software de spionaj pe mai multe telefoane ale victimelor. Atacul, dezvoltat presupus de firma israeliană de tehnologie de supraveghere NSO Group, a injectat malware pe telefoanele utilizatorilor WhatsApp printr-un bug de tip exploatare la distanță în funcțiile de apel Voice over IP ale aplicației. Un raport al revistei Wired a observat că atacul a reușit să injecteze malware prin apeluri către telefonul țintă, chiar dacă utilizatorul nu a răspuns la apel.
În octombrie 2019, WhatsApp a intentat un proces împotriva NSO Group într-un tribunal din San Francisco, susținând că presupusul atac cibernetic a încălcat legile SUA, inclusiv Legea privind fraudă și abuzul informatic (CFAA). Conform WhatsApp, exploatarea a „țintit cel puțin 100 de apărători ai drepturilor omului, jurnaliști și alți membri ai societății civile” dintr-un total de 1.400 de utilizatori din 20 de țări.
În aprilie 2020, NSO Group și-a făcut clienții guvernamentali responsabili pentru acuzațiile de abuzuri ale drepturilor omului aduse de WhatsApp. În documentele primite de la instanță, grupul a susținut că procesul intentat de WhatsApp împotriva companiei amenința să încalce „preocupările de securitate națională și politică externă” ale clienților săi. Cu toate acestea, compania nu a dezvăluit numele utilizatorilor finali, care, conform unui studiu al Citizen Lab, includ Arabia Saudită, Bahrain, Kazahstan, Maroc, Mexic și Emiratele Arabe Unite.
În iulie 2020, un judecător federal american a decis că procesul împotriva grupului NSO poate continua. NSO Group a depus o cerere pentru a respinge procesul, dar judecătorul a respins toate argumentele sale.

#### Spionajul telefonului lui Jeff Bezos
În ianuarie 2020, o analiză digitală forensică a dezvăluit că fondatorul Amazon, Jeff Bezos, a primit un mesaj criptat pe WhatsApp de la contul oficial al prințului moștenitor al Arabiei Saudite, Mohammed bin Salman. Mesajul conținea, se pare, un fișier malitios, iar primirea acestuia a dus la spionarea telefonului lui Bezos. Raportorul special al Națiunilor Unite, David Kaye, și Agnes Callamard au confirmat ulterior că telefonul lui Jeff Bezos a fost spionat prin intermediul WhatsApp, deoarece acesta era unul dintre țintele listei de persoane apropiate de jurnalistul The Washington Post, Jamal Khashoggi.

#### FBI
În 2021, un document FBI obținut printr-o cerere Legea privind libertatea informațiilor de către Property of the People, Inc., o organizație nonprofit 501(c)(3), a dezvăluit că WhatsApp și iMessage sunt vulnerabile la căutări în timp real de către forțele de ordine.

#### Tek Fog
În luna ianuarie a anului 2022, o investigație realizată de The Wire a susținut că BJP, un partid politic indian, ar fi folosit o aplicație numită Tek Fog, capabilă să hack-uiască conturi WhatsApp inactive în masă pentru a trimite mesaje în masă contactelor lor cu propagandă. Conform raportului, un informator cu acces la aplicație a reușit să hack-uiască un cont WhatsApp de test controlat de reporteri „în câteva minute”. Mai târziu, s-a stabilit că echipa de investigație a Meta a fost păcălită de informații false; The Wire a concediat angajatul implicat și a emis o scuză oficială către cititorii săi.

#### Cazuri de Terorism
În decembrie 2015, s-a raportat că organizația teroristă ISIS a folosit WhatsApp pentru a planifica atacurile din noiembrie 2015 din Paris. Conform The Independent, ISIS folosește, de asemenea, WhatsApp pentru a trafica sclavi sexuali.
În martie 2017, ministrul de interne britanic Amber Rudd a declarat că capacitățile de criptare ale unor instrumente de mesagerie precum WhatsApp sunt inacceptabile, după ce știrile au raportat că Khalid Masood a folosit aplicația la câteva minute înainte de a comite atacul de la Westminster. Rudd a cerut public ca poliția și agențiile de informații să aibă acces la WhatsApp și alte servicii de mesagerie criptată pentru a preveni atacurile teroriste viitoare.
În aprilie 2017, autorul atacului cu camion din Stockholm a folosit, se pare, WhatsApp pentru a schimba mesaje cu un susținător ISIS la scurt timp înainte și după incident. Mesajele implicau discuții despre cum să facă un dispozitiv exploziv și o mărturisire a atacului.
În aprilie 2017, aproape 300 de grupuri WhatsApp cu aproximativ 250 de membri fiecare erau folosite pentru a mobiliza aruncătorii de pietre din Jammu și Kashmir pentru a perturba operațiunile forțelor de securitate la locurile de confruntare. Conform poliției, 90% dintre aceste grupuri au fost închise după ce poliția a contactat administratorii lor. Mai mult, după o anchetă de șase luni care a implicat infiltrarea a 79 de grupuri WhatsApp, Agenția Națională de Investigații a raportat că, din aproximativ 6386 de membri și administratori ai acestor grupuri, aproximativ 1000 erau rezidenți ai Pakistanului și țărilor din Golful Persic. În plus, pentru ajutorul lor în a contracara operațiunile anti-teroriste, aruncătorii de pietre indieni erau finanțați prin comerț de schimb din Pakistan și alte mijloace indirecte.
În mai 2022, FBI a declarat că un simpatizant ISIS, care plănuia să-l asasineze pe George W. Bush, a fost arestat pe baza datelor sale WhatsApp. Conform mandatului de arestare al suspectului, contul său WhatsApp a fost plasat sub supraveghere.

### Escrocherii și malware
Există numeroase escrocherii în desfășurare pe WhatsApp care permit hackerilor să răspândească viruși sau malware. În mai 2016, unii utilizatori WhatsApp au fost raportați că au fost păcăliți să descarce o aplicație terță numită WhatsApp Gold, care făcea parte dintr-o escrocherie care infecta telefoanele utilizatorilor cu malware. Un mesaj care promite acces la conversațiile prietenilor de pe WhatsApp sau la listele de contacte a devenit cel mai popular atac împotriva oricui folosește aplicația în Brazilia. Dacă dai clic pe mesaj, se trimit mesaje text plătite. Din decembrie 2016, peste 1,5 milioane de persoane au dat clic și au pierdut bani.
O altă aplicație numită GB WhatsApp este considerată malitioasă de firma de securitate cibernetică Symantec deoarece efectuează de obicei operațiuni neautorizate pe dispozitivele utilizatorilor finali.

### Interdicții

#### China
WhatsApp este deținut de Meta, a cărei principală platformă de social media, Facebook, a fost blocată în China din 2009.
În septembrie 2017, cercetători în securitate informatică au raportat pentru The New York Times că serviciul WhatsApp a fost complet blocat în China.
Pe 19 aprilie 2024, Apple a eliminat WhatsApp din App Store în China, invocând ordine guvernamentale ce aveau la bază preocupări privind securitatea națională.

#### Iran
Pe 9 mai 2014, guvernul Iranului a anunțat că a propus blocarea accesului la serviciul WhatsApp pentru rezidenții iranieni. „Motivul pentru aceasta este preluarea WhatsApp de către fondatorul Facebook, Mark Zuckerberg, care este un sionist american”, a declarat Abdolsamad Khorramabadi, șeful Comitetului pentru Crime pe Internet al țării. Ulterior, președintele iranian Hassan Rouhani a emis o ordonanță către Ministerul TIC pentru a opri filtrarea WhatsApp. WhatsApp a fost blocat permanent până când Meta va răspunde în septembrie 2022.

#### Turcia
Turcia a interzis temporar WhatsApp în 2016, după asasinarea ambasadorului Rusiei în Turcia.

#### Brazilia
Pe 1 martie 2016, Diego Dzodan, vicepreședintele Facebook pentru America Latină, a fost arestat în Brazilia pentru necooperarea cu o anchetă în care au fost solicitate conversații WhatsApp. Pe 2 martie 2016, în zorii zilei următoare, Dzodan a fost eliberat deoarece Curtea de Apel a considerat că arestarea a fost disproporționată și nerezonabilă.
Pe 2 mai 2016, furnizorii de servicii mobile din Brazilia au fost obligați să blocheze WhatsApp timp de 72 de ore din cauza celei de-a doua eșecuri a serviciului de a coopera cu ordinele judecătorești penale. Din nou, blocarea a fost ridicată după un apel, după mai puțin de 24 de ore.
Banca Centrală a Braziliei a emis o ordonanță către companiile de carduri de plată Visa și Mastercard pe 23 iunie 2020 pentru a înceta colaborarea cu WhatsApp la noul său sistem de plăți electronice. Un comunicat al Băncii a afirmat că decizia de a bloca cea mai recentă ofertă a companiei deținute de Facebook a fost luată pentru a „păstra un mediu competitiv adecvat” în domeniul plăților mobile și pentru a asigura „funcționarea unui sistem de plăți care este interoperabil, rapid, sigur, transparent, deschis și ieftin”.

#### Uganda
Guvernul Uganda a interzis WhatsApp și Facebook, împreună cu alte platforme de social media, pentru a aplica o taxă pe utilizarea rețelelor sociale. Utilizatorii vor fi taxați cu 200 Ush pe zi pentru a accesa aceste servicii conform noii legi adoptate de parlament.

#### Emiratele Arabe Unite (EAU)
Emiratele Arabe Unite au interzis funcțiile de apel video și aplicațiile de apeluri VoIP ale WhatsApp încă din 2013, ceea ce este adesea raportat ca un efort de a proteja interesele comerciale ale furnizorilor de telecomunicații deținuți la nivel național (du și Etisalat). Aplicația lor, ToTok, a primit atenție în presă sugerând că este capabilă să spioneze utilizatorii.

#### Cuba
În iulie 2021, guvernul cubanez a blocat accesul la mai multe platforme de social media, inclusiv WhatsApp, pentru a limita răspândirea informațiilor în timpul protestelor anti-guvernamentale.

#### Elveția
În decembrie 2021, armata elvețiană a interzis utilizarea WhatsApp și a altor servicii de mesagerie criptate non-elvețiene de către personalul militar. Interdicția a fost motivată de preocupările legate de posibilitatea ca autoritățile americane să acceseze datele utilizatorilor pentru astfel de aplicații din cauza Legii CLOUD. Armata a recomandat ca tot personalul militar să folosească Threema în schimb, deoarece acest serviciu are sediul în Elveția.

#### Zambia
În august 2021, organizația pentru drepturile digitale Access Now a raportat că WhatsApp, împreună cu alte aplicații de social media, a fost blocat în Zambia pe durata alegerilor generale. Organizația a raportat o scădere masivă a traficului pentru serviciile blocate, deși guvernul țării nu a făcut nicio declarație oficială despre blocare.

#### Clienți terți
La mijlocul anului 2013, WhatsApp Inc. a solicitat eliminarea conform DMCA a discuției de pe forumurile XDA Developers despre atunci popularul client terț "WhatsApp Plus".
În 2015, unii clienți terți WhatsApp care inversau inginerie aplicației mobile WhatsApp au primit un avertisment cease and desist pentru a opri activitățile care încălcau termenii legali ai WhatsApp. Ca urmare, utilizatorii clienților terți WhatsApp au fost, de asemenea, blocați.

## WhatsApp Business
WhatsApp a lansat două aplicații orientate către afaceri în ianuarie 2018, diferențiate în funcție de publicul țintă:
- O **aplicație WhatsApp Business** pentru întreprinderile mici[297]
- O **Soluție pentru Întreprinderi** pentru companiile mai mari cu baze de clienți globale, cum ar fi companii aeriene, retailer-e-commerce și bănci, care ar putea oferi servicii pentru clienți și comerț conversațional (e-commerce) prin intermediul chat-ului WhatsApp, folosind agenți live sau chatbot-uri (încă din 2015, companii precum Meteordesk[298] oferiseră soluții neoficiale pentru întreprinderi pentru a gestiona un număr mare de utilizatori, dar acestea au fost închise de WhatsApp).

În octombrie 2020, Facebook a anunțat introducerea unor niveluri de preț pentru serviciile oferite prin intermediul API-ului WhatsApp Business, taxate pe bază de mesaj.

## Statistici ale utilizatorilor
WhatsApp a gestionat zece miliarde de mesaje pe zi în august 2012, crescând de la două miliarde în aprilie 2012 și un miliard în octombrie 2011. Pe 13 iunie 2013, WhatsApp a anunțat că a atins un nou record zilnic, procesând 27 de miliarde de mesaje. Potrivit Financial Times, WhatsApp „a făcut cu SMS-urile pe telefoanele mobile ceea ce Skype a făcut cu apelurile internaționale pe linii fixe”.
Până pe 22 aprilie 2014, WhatsApp avea peste 500 de milioane de utilizatori activi lunar, 700 de milioane de fotografii și 100 de milioane de videoclipuri erau distribuite zilnic, iar sistemul de mesagerie gestiona mai mult de 10 miliarde de mesaje în fiecare zi.
Pe 24 august 2014, Koum a anunțat pe contul său de Twitter că WhatsApp avea peste 600 de milioane de utilizatori activi în întreaga lume. În acel moment, WhatsApp adăuga aproximativ 25 de milioane de utilizatori noi în fiecare lună, sau 833.000 de utilizatori activi pe zi.
În mai 2017, s-a raportat că utilizatorii WhatsApp petrec peste 340 de milioane de minute pe apeluri video în fiecare zi pe aplicație. Aceasta este echivalentul a aproximativ 646 de ani de apeluri video pe zi.
Până în februarie 2017, WhatsApp avea peste 1,2 miliarde de utilizatori la nivel global, atingând 1,5 miliarde de utilizatori activi lunar până la sfârșitul anului 2017.
În ianuarie 2020, WhatsApp a depășit 5 miliarde de instalări pe Google Play Store, devenind doar a doua aplicație non-Google care atinge această piatră de hotar.
În februarie 2020, WhatsApp avea peste 2 miliarde de utilizatori la nivel global.

### Piețe specifice
India este de departe cea mai mare piață a WhatsApp în ceea ce privește numărul total de utilizatori. În mai 2014, WhatsApp a depășit 50 de milioane de utilizatori activi lunar în India, care este, de asemenea, cea mai mare țară a sa după numărul de utilizatori activi lunar, apoi 70 de milioane în octombrie 2014, făcând utilizatorii din India să reprezinte 10% din totalul bazei de utilizatori WhatsApp. În februarie 2017, WhatsApp a atins 200 de milioane de utilizatori activi lunar în India.
Israel este una dintre cele mai puternice piețe ale WhatsApp în ceea ce privește utilizarea omniprezentă. Potrivit Globes, deja în 2013 aplicația era instalată pe 92% dintre toate smartphone-urile, cu 86% dintre utilizatori raportând utilizare zilnică.
În iulie 2024, WhatsApp a atins 100 de milioane de utilizatori în Statele Unite.

### Concurență
WhatsApp concurează cu o serie de servicii de mesagerie. Acestea includ servicii precum iMessage (aproximativ 1,3 miliarde de utilizatori activi), WeChat (1,26 miliarde de utilizatori activi), Telegram (900 de milioane de utilizatori), Viber (260 de milioane de utilizatori activi), LINE (217 milioane de utilizatori activi), KakaoTalk (57 de milioane de utilizatori activi), și Signal (40 de milioane de utilizatori activi). Atât Telegram, cât și Signal, în special, au raportat creșteri ale înregistrărilor în timpul întreruperilor și controverselor WhatsApp.
WhatsApp și-a împrumutat din ce în ce mai mult inovația de la serviciile concurente, cum ar fi o versiune web inspirată de Telegram și funcții pentru grupuri. În 2016, WhatsApp a fost acuzat de copierea unor funcții de la o versiune atunci nelansată a iMessage.